# Elsa Gindler
Elsa Gindler, född 19 juni 1885 i Berlin, död 8 januari 1961 i Berlin, var en tysk gymnastiklärare och grundare av en speciell form av gymnastik och rörelseterapi, som hon dock aldrig gav någon teoretisk överbyggnad eller entydigt namn. Det omtalas därför ofta som "Gindler-arbete" eller "Gindler-terapi" och dess huvudsyfte är ett noggrant främjande av självmedvetenhet och en utveckling av naturliga anlag. Detta utnyttjas ofta i kroppsterapi och kroppspsykoterapi. Hon sade en gång om sig själv att hon var en "...ivrig pionjär för kvinnans kroppsbildning".

## Biografi
Elsa Gindler växte upp under knappa förhållanden i Berlin. Hon var tvungen att själv finansiera sin utbildning med arbete på en fabrik, som hushållshjälp och som sömmerska. Från 1906 arbetade hon med bokföring hos en möbeltillverkare. Utöver sitt arbete följde hon kurser som gav allmänbildning. Hon var starkt engagerad i livsreformrörelsen.
1911 började hon en gymnastiklärarutbildning på Hedwig Kallmeyers skola i Berlin. Kallmeyer var utbildad i USA vid Genevieve Stebbins skola för "harmonisk gymnastik". Hösten 1912 var hon färdigutbildad lärare. År 1917 började hon själv utbilda lärare och hade utbildat omkring 60 gymnastiklärare fram till mitten av 1920-talet. Hon grundade 1925 tillsammans med Franz Hilker och andra gymnastikskolor Deutsche Gymnastikbund. Hon var vice ordförande fram till 1933.
1924 hade hon träffat musikpedagogen Heinrich Jacoby, som forskade kring beteende och processer för perception, gestaltning och uttryck och som även undervisade i detta för allmänheten. Gindler och Heinrich Jacoby kom att anordna gemensamma kurser där de ägnade sig åt frågor om utveckling av mänskliga möjligheter. I en föreläsning med titeln ”Die Gymnastik des Berufsmenschen” (Gymnastik för yrkesverksamma) 1926 uttalade Elsa Gindler att främst koncentration leder till förbättring, inte bara inlärning av bestämda rörelser.
Heinrich Jacoby tvingades emigrera 1933, så samarbetet mellan honom och Elsa Gindler kunde fram till 1939 bara äga rum på semesterkurser i Schweiz och Italien. Elsa Gindler stannade i Tyskland, men och hjälpte många som utsattes för förföljelse, med viss risk för sig själv. Hon fortsatte att hålla sina seminarier i Berlin.
Kort före slutet av andra världskriget förstördes hennes arbetsrum av en bombning, och därmed stora delar av dokumentationen av deras arbete. Efter krigsslutet lyckades Elsa Gindler bygga upp en ny gymnastikskola i Berlin-Dahlem, där hon arbetade fram till sin död 1961. Ett år efter hennes död planterades en lund i Israel "för att uttrycka tacksamhet och beundran för Elsa Gindler och hennes arbete".
Gindlers arbete påverkade starkt utvecklingen av så kallad kroppspsykoterapi eller ”body work”.
En forskare, Katja Rothe, har sammanfattat hennes betydelse: 
Elsa Gindler, Nina Gorte, Charlotte Pfeffer, Gerda Alexander, Hedwig von Rohden och Louise Langgaard är namn som står för en kvinnlig sida av den tyska rörelsen för ”body reform” och Lebensreform, som under det tidiga 1900-talet förespråkade gymnastik som en väg att utforska nya slag av tänkade kring upplevelser av kroppen. Vad dessa kvinnor delade var intentionen att samla ”psychological feeling, bodily experience, dance and musical elements into an all-embracing, free and creative way of life”. Denna plan kretsade kring kroppen. Den var efter decennier gömd bakom kristna och moralistiska skuldkänslor. Nu blev kroppen i stället scenen för utopiska sociopolitiska projekt. Den skulle utbildas att röra sig på naturliga, hygieniska sätt, att en korrekt hållning skulle också leda till positiva beteendeförändringar. Träning blev en form av kunskap. Att träna kroppen var att träna beteende. Män som Émile Jaques-Dalcroze, Rudolf Bode och Alfred Müller blev stjärnorna i deras respektive 'metoder', omgivna av många kvinnliga lärjungar.
Många av Gindlers elever kom att bli kända lärare och terapeuter: Laura Perls, Charlotte Selver, Elsa Lindenberg, Ilse Middendorf, Carola Speads, Gertrud Heller, Lucy Heyer (Rosenmetoden), Lily Ehrenfried (Ehrenfriedmetoden), Clare Fenichel, Sophie Ludwig (1901–1997), Ruth Matter (1904–1995), Charlotte Selver (emigrerade till USA 1938 och blev en av de första lärarna på Esalen Institute där refererade många till Gindler vilket indirekt influerade många som arbetade med kroppsterapier i USA, bland annat Ida P. Rolf, grundare av Rolfing Structural Integration, Moshé Feldenkrais och Elaine Summers.